# Лапад
Лапад је полуострво али и градско насеље града Дубровника са око 12.000 становника. То је уједно и најразвијенији део града у којем се налази већина дубровачких хотела и плажа, те стамбени и пословни објекти.
Насеље Лапад се налази на истоименом полуострву, испод брда Петка. Смештено је 1 km западно од старог града, између насеља Бониново, превлаке Батала, грушког залива, те Бабиног Кука и рта Солитудо.
Лапад је у почетку био део града где су на Лападски делу обале Грушког залива, изграђени први љетниковци дубровачке властеле за време Дубровачке републике. Развојем туризма у Дубровнику започео је и нагли развој Лапада, па је сходно томе већина данашњих дубровачких хотела изграђена баш овде. Током последњег рата ове хотеле су као касарне користиле хрватске паравојне снаге, као и избјеглице из Дубровника и околине, због чега су многи девастирани.
У Лападу се налазе седишта многих успешних поморских компанија, као и дубровачка општа болница Свети Влахо те фудбалски стадион и спортска дворана.